# Nécropole du Puntone
La Nécropole du Puntone (en italien : Necropoli del Puntone) se situe dans la localité de Pian di Palma à proximité de Manciano, une commune de la province de Grosseto en Toscane (Italie).

## Description
La nécropole du Puntone située dans la zone de Pian di Palma sur la rive droite du fleuve Albegna à 5 km de Saturnia, une frazione de Manciano est constituée de tombes à tumulus. 
La structure tombale est caractérisée par un dromos d'accès à ciel ouvert matérialisé sur les côtés par des murets en pierre brute assemblées « à sec ». Le dromos mène à une chambre funéraire de forme rectangulaire  partiellement enterrée. La chambre funéraire est parfois séparée en deux parties par une grosse pierre verticale en travertin. Les parois et la toiture étaient réalisées avec le même matériel.   
Les sépultures surmontées par un tumulus de petite dimension sont datées entre le deuxième quart du VIIe  et le début du  VIe siècle av. J.-C. Certaines tombes présentent des indices faisant penser à une réutilisation au cours de la période IVe siècle - Ve siècle.

## Sources
- Voir liens externes